# Avricus pluvialis
Avricus pluvialis är en insektsart som först beskrevs av Hodgson 1969.  Avricus pluvialis ingår i släktet Avricus och familjen skålsköldlöss.
Artens utbredningsområde är Zimbabwe. Inga underarter finns listade i Catalogue of Life.